# Clitaetra clathrata
Clitaetra clathrata is een spinnensoort uit de familie van de wielwebspinnen (Araneidae).
De wetenschappelijke naam van de soort werd in 1907 gepubliceerd door Eugène Simon.